# Autovit
Autovit SA este cel mai mare târg de mașini din sud-estul Europei, are o suprafață de 70.000 metri pătrați și 2.800 de locuri de parcare.
În anul 2009, compania a avut un număr de 105 salariați și un profit net de 1,42 milioane euro la o cifră de afaceri netă de 3,49 milioane euro.